# Марти, Юлия
Юлия Марти (нем. Julia Marty; род. 16 апреля 1988, Ротентурм, Швиц) — швейцарская хоккейная защитница. В составе сборной Швейцарии бронзовый призёр Олимпийских игр 2014 года и чемпионата мира 2012 года, участница Олимпийских игр 2006 и 2010 годлв. В 2004 году, выступая за швейцарский клуб «Цуг», выиграла третье место в розыгрыше Кубка европейских чемпионов. На клубном уровне ныне играет за команду «Берн» в чемпионате Швейцарии.
Сестра-близнец другой хоккеистки, партнера по сборной Швейцарии — Стефани Марти.